# Anni 1380
Gli anni 1380 sono il decennio che comprende gli anni dal 1380 al 1389 inclusi.